# Episodi di Danger Mouse (serie animata 2015)
Questa è la lista degli episodi de Danger Mouse, serie animata prodotta da Fremantle, Boulder Media Limited, Boat Rocker Media e CBBC e composta da due stagioni.

## Stagioni
| N° | Numero stagione | Episodi | Trasmissione originale | Trasmissione originale |
| -- | --------------- | ------- | ---------------------- | ---------------------- |
| 1  | Stagione 1      | 50      | 28 settembre 2015      | 20 ottobre 2016        |
| 2  | Stagione 2      | 49      | 14 giugno 2017         | 5 marzo 2019           |

### Prima stagione (2015-16)
| N° | Titolo originale                    | Titolo italiano                    | Prima TV UK       | Prima TV Italia |
| -- | ----------------------------------- | ---------------------------------- | ----------------- | --------------- |
| 1  | Danger Mouse Begins... Again        | Il Topotente                       | 28 settembre 2015 | 2 maggio 2016   |
| 2  | Danger at C Level                   | Pericolo al livello C              | 29 settembre 2015 | 2 maggio 2016   |
| 3  | Greenfinger                         | Un seme dallo spazio               | 30 settembre 2015 | 2 maggio 2016   |
| 4  | Planet of the Toilets               | Il pianeta dei water               | 1º ottobre 2015   | 2 maggio 2016   |
| 5  | Pink Dawn                           | Alba rosa                          | 2 ottobre 2015    | 2 maggio 2016   |
| 6  | Big Head Awakens                    | Il risveglio di Big Head           | 5 ottobre 2015    | 2 maggio 2016   |
| 7  | The World Wide Spider               | Una rete di ragnatele              | 6 ottobre 2015    | 2 maggio 2016   |
| 8  | The Other Day the Earth Stood Still | Un altro ultimatum alla Terra      | 7 ottobre 2015    | 2 maggio 2016   |
| 9  | Welcome to Danger World!            | La superstar galattica             | 8 ottobre 2015    | 2 maggio 2016   |
| 10 | Jeopardy Mouse                      | L'unione fa la forza               | 9 ottobre 2015    | 2 maggio 2016   |
| 11 | The Return of Danger K              | Il ritorno di Danger K             | 12 ottobre 2015   | 2 maggio 2016   |
| 12 | Big Penfold                         | Il ritorno di Penfold              | 13 ottobre 2015   | 2 maggio 2016   |
| 13 | The Unusual Suspects                | Gli insoliti sospetti              | 14 ottobre 2015   | 2 maggio 2016   |
| 14 | Danger Fan                          | Un Danger Fan tutto da scoprire    | 15 ottobre 2015   | 2 maggio 2016   |
| 15 | Quark Games                         | I Quark Games                      | 16 ottobre 2015   | 2 maggio 2016   |
| 16 | The Snowman Cometh                  | Arriva il pupazzo di neve          | 16 dicembre 2015  | 2 maggio 2016   |
| 17 | The Inventor Preventer              | La macchina del tempo              | 15 febbraio 2016  | 2 maggio 2016   |
| 18 | Never Say Clever Again              | Sedano intelligente                | 16 febbraio 2016  | 2 maggio 2016   |
| 19 | Sinister Mouse                      | L'inversuniverso                   | 17 febbraio 2016  | 2 maggio 2016   |
| 20 | There's No Place Like Greenback     | Nessun posto è bello come casa mia | 18 febbraio 2016  | 2 maggio 2016   |
| 21 | From Duck to Dawn                   | Il Conte Dacula Show               | 19 febbraio 2016  | 2 maggio 2016   |
| 22 | Happy Boom Day!                     | Un compleanno esplosivo            | 22 febbraio 2016  | 2 maggio 2016   |
| 23 | Frankensquawk's Monster             | Un mostro di papà                  | 23 febbraio 2016  | 2 maggio 2016   |
| 24 | Escape From Big Head                | Fuga da Head                       | 24 febbraio 2016  | 2 maggio 2016   |
| 25 | Megahurtz Attacks                   | Megahurtz attacca                  | 25 febbraio 2016  | 2 maggio 2016   |
| 26 | The Hamster Effect                  | Viaggi nel tempo                   | 26 febbraio 2016  | 2 maggio 2016   |
| 27 | The Good, the Baaaaa and the Ugly   | Il buono, il beee e il cattivo     | 3 giugno 2016     | 9 novembre 2016 |
| 28 | Attack of the Clowns                | L'attacco dei clown                | 27 giugno 2016    | 9 novembre 2016 |
| 29 | Cheesemageddon                      | Raggio formaggio                   | 28 giugno 2016    | 9 novembre 2016 |
| 30 | Queen of Weevils                    | Midas 7                            | 29 giugno 2016    | 9 novembre 2016 |
| 31 | Hail Hydrant                        | L'agente del mese                  | 30 giugno 2016    | 9 novembre 2016 |
| 32 | Wicked Leaks                        | Selfie                             | 1º luglio 2016    | 9 novembre 2016 |
| 33 | Tomorrow Never Comes                | Lunedì a rischio                   | 4 luglio 2016     | 9 novembre 2016 |
| 34 | Half the World is Enough            | La professoressa è indispensabile  | 5 luglio 2016     | 9 novembre 2016 |
| 35 | Send in the Clones                  | La reginetta degli insetti         | 6 luglio 2016     | 9 novembre 2016 |
| 36 | Masters of the Twystyverse          | I padroni di giroverso             | 7 luglio 2016     | 9 novembre 2016 |
| 37 | Danger is Forever                   | Incubi futuri                      | 3 ottobre 2016    | 9 novembre 2016 |
| 38 | Very Important Penfold              | Un vero amico                      | 4 ottobre 2016    | 9 novembre 2016 |
| 39 | The Cute Shall Inherit the Earth    | I carini erediteranno la Terra     | 5 ottobre 2016    | 9 novembre 2016 |
| 40 | All 5 It                            | Tutti per cinque                   | 6 ottobre 2016    | 9 novembre 2016 |
| 41 | Dream Worrier                       | Mobili da incubo                   | 7 ottobre 2016    | 9 novembre 2016 |
| 42 | The Confidence Trick                | L'essenza                          | 10 ottobre 2016   | 9 novembre 2016 |
| 43 | The Spy Who Came In With A Cold     | Il periodo buio                    | 11 ottobre 2016   | 9 novembre 2016 |
| 44 | Sir Danger de Mouse                 | Ser Danger de Mouse                | 12 ottobre 2016   | 9 novembre 2016 |
| 45 | The Duckula Show                    | Il Conte Dacula show               | 13 ottobre 2016   | 9 novembre 2016 |
| 46 | Agent 58                            | L'agente perfetto                  | 14 ottobre 2016   | 9 novembre 2016 |
| 47 | Thanks a Minion!                    | Termiti a termine                  | 17 ottobre 2016   | 9 novembre 2016 |
| 48 | High School Inedible                | L'hot dog mangia mondo             | 18 ottobre 2016   | 9 novembre 2016 |
| 49 | Mousefall                           | La sconfitta di Danger Mouse       | 19 ottobre 2016   | 9 novembre 2016 |
| 50 | Mouse Rise                          | Il ritorno di Danger Mouse         | 20 ottobre 2016   | 9 novembre 2016 |

### Seconda stagione (2017-19)
| N° | Titolo originale                       | Titolo italiano | Prima TV UK       | Prima TV Italia |
| -- | -------------------------------------- | --------------- | ----------------- | --------------- |
| 51 | Dark Dawn                              |                 | 14 giugno 2017    |                 |
| 52 | The Admirable Penfold                  |                 | 14 giugno 2017    |                 |
| 53 | Colonel Danger Mouse                   |                 | 4 settembre 2017  |                 |
| 54 | Ernest Penfold and the Half Price Wand |                 | 5 settembre 2017  |                 |
| 55 | Squawkenbard Kingcluck Brunel          |                 | 6 settembre 2017  |                 |
| 56 | Live and Let Cry                       |                 | 7 settembre 2017  |                 |
| 57 | Lost Tempers in Space                  |                 | 8 settembre 2017  |                 |
| 58 | The Toad Who Would Be King             |                 | 11 settembre 2017 |                 |
| 59 | I Believe In Danger Mouse              |                 | 12 settembre 2017 |                 |
| 60 | Thanksgiving Sinner                    |                 | 13 settembre 2017 |                 |
| 61 | Big Trouble In Little Clowntown        |                 | 14 settembre 2017 |                 |
| 62 | Quantum Of Rudeness                    |                 | 15 settembre 2017 |                 |
| 63 | A Loo to A Kill                        |                 | 18 settembre 2017 |                 |
| 64 | Roll of the Mice                       |                 | 19 settembre 2017 |                 |
| 65 | Gold Flinger                           |                 | 20 settembre 2017 |                 |
| 66 | There's Something About Scarlett       |                 | 21 settembre 2017 |                 |
| 67 | Groundmouse Day                        |                 | 22 settembre 2017 |                 |
| 68 | Dry Hard                               |                 | 25 settembre 2017 |                 |
| 69 | Day of the Derek                       |                 | 26 settembre 2017 |                 |
| 70 | Crumfan                                |                 | 27 settembre 2017 |                 |
| 71 | Nero Come Home                         |                 | 28 settembre 2017 |                 |
| 72 | Dark Side of the Mouse                 |                 | 29 settembre 2017 |                 |
| 73 | The Scare Mouse Project                |                 | 31 ottobre 2017   |                 |
| 74 | Yule Only Watch Twice                  |                 | 15 dicembre 2017  |                 |
| 75 | Twysted Sister                         |                 | 17 settembre 2018 |                 |
| 76 | Grand Stressed Auto                    |                 | 18 settembre 2018 |                 |
| 77 | Clash of the Odd-esy                   |                 | 19 settembre 2018 |                 |
| 78 | Henemy of the State                    |                 | 20 settembre 2018 |                 |
| 79 | For Your Insides Only                  |                 | 21 settembre 2018 |                 |
| 80 | A Fistful of Penfolds                  |                 | 24 settembre 2018 |                 |
| 81 | Daylight Savings Crime                 |                 | 25 settembre 2018 |                 |
| 82 | The Law of Beverages                   |                 | 26 settembre 2018 |                 |
| 83 | Licence to Care                        |                 | 27 settembre 2018 |                 |
| 84 | Force of Nature                        |                 | 28 settembre 2018 |                 |
| 85 | No More Mr Ice Guy                     |                 | 1º ottobre 2018   |                 |
| 86 | Bot Battles                            |                 | 2 ottobre 2018    |                 |
| 87 | Rodent Recall                          |                 | 3 ottobre 2018    |                 |
| 88 | A Fear to Remember                     |                 | 31 ottobre 2018   |                 |
| 89 | Melted                                 |                 | 17 dicembre 2018  |                 |
| 90 | We Aren't Family                       |                 | 18 febbraio 2019  |                 |
| 91 | Crouching Hamster Hidden Wagon         |                 | 19 febbraio 2019  |                 |
| 92 | Danger-thon!                           |                 | 20 febbraio 2019  |                 |
| 93 | Jam Session                            |                 | 21 febbraio 2019  |                 |
| 94 | Sharp As A Pin                         |                 | 25 febbraio 2019  |                 |
| 95 | The Last Giraffe Warrior               |                 | 26 febbraio 2019  |                 |
| 96 | Duplicate Mouse                        |                 | 27 febbraio 2019  |                 |
| 97 | The Supies                             |                 | 28 febbraio 2019  |                 |
| 98 | Lost in Exaggeration                   |                 | 4 marzo 2019      |                 |
| 99 | The World Is Full of Stuff             |                 | 5 marzo 2019      |                 |